# XIII Congresso del Partito Comunista Italiano
Il XIII Congresso del Partito Comunista Italiano si svolse a Milano dal 13 al 17 marzo 1972.

## Storia

Berlinguer al XIII Congresso; alle sue spalle Pajetta, Ingrao e Pecchioli

La relazione introduttiva di Enrico Berlinguer, allora vicesegretario, dedicò una sezione delle nove in cui era articolata alla situazione internazionale, con riferimenti ai contrasti fra India e Pakistan, alla guerra in Vietnam, al ruolo di Richard Nixon e degli Stati Uniti nel contesto indocinese e mondiale. La parte restante del documento fu dedicata a un puntuale esame della società italiana, richiamando anche vicende che avevano segno opposto. Da un lato il rapporto esaltava le lotte operaie del 1969 e le spinte unitarie nel sindacato, lo statuto dei lavoratori e l'istituzione delle regioni nel 1970. A queste propulsioni riformatrici si opponeva con virulenza il fronte conservatore: nel 1969 la strage di Piazza Fontana, l'anno dopo la rivolta di Reggio Calabria cavalcata dal neofascismo e il Golpe Borghese, poi i Moti dell'Aquila, anch'essi fomentati dai neofascisti. Nelle conclusioni di Berlinguer si ritrovava lo stimolo al disegno di un programma realistico per il progresso dell’Italia, un invito alla vigilanza democratica, un avvertimento alle forze della reazione. Ai lavori congressuali portarono il loro saluto i rappresentanti dei partiti comunisti presenti e personalità italiane come Ferruccio Parri, Dario Valori, Giacomo Mancini e Livio Labor.
Il nuovo Comitato Centrale designò Berlinguer alla carica di Segretario, mentre Luigi Longo ricoprì la carica di presidente del Partito. La nuova Direzione risultò formata da Alinovi, Amendola, Barca, Bufalini, Cavina, Chiaromonte, Colombi, Cossutta, Di Giulio, Fanti, Vincenzo Galetti, Galluzzi, Ingrao, Iotti, Macaluso, Minucci, Napolitano, Natta, Novella, Occhetto, Pajetta, Pecchioli, Perna, Petroselli, Quercioli, Reichlin, Romeo, Sereni, Rino Serri, Terracini e Tortorella. Oltre a Berlinguer e Longo, fu aggregato alla Direzione Borghini in quanto Segretario della FGCI.